# Ro, Emilia-Romagna
Ro är en ort och frazione i kommunen Riva del Po i provinsen Ferrara i regionen Emilia-Romagna i Italien. 
Kommunen upphörde den 1 januari 2019 och bildade med den tidigare kommunen Berra den nya kommunen Riva del Po. Den tidigare kommunen hade 3 183 invånare (2018).